# Arpa
|  | Per a altres significats, vegeu «Arpa (desambiguació)». |

L’arpa és un instrument de corda pinçada, composta per un marc ressonant i una sèrie variable de cordes tensades entre la secció inferior i la superior. Les cordes poden ser pinçades amb els dits, les ungles o amb un plectre.

## Mecanisme i funcionament
Les arpes són essencialment triangulars i estan fetes principalment de fusta. Les cordes estan fetes de tripa o filferro, sovint reemplaçades en el dia modern per niló o metall. L'extrem superior de cada corda està assegurada a la barra o al coll, on cadascun tindrà una clavilla d'ajust o un dispositiu similar per ajustar el to. Des del travesser, la corda es desplaça cap a la taula de ressonància del cos de ressonància, on s'adquireix amb un nus; En les arpes modernes, el forat de la corda està protegit per limitar el desgast de la fusta. És la distància entre la clavilla d'ajust i la taula de ressonància, així com la tensió i el pes de la corda, que decideixen el tret de la corda. El cos és buit, i quan es talla una corda tensa, el cos ressona i projecta el so.
El costat més llarg de l'arpa s'anomena columna o pilar, encara que algunes arpes antigues, com una arpa d'arc, no tenen pilar. En la majoria de les arpes, l'únic propòsit del pilar és sostenir el coll contra la gran tensió de les cordes. En les arpes que tenen pedals (en gran part, l'arpa de concert moderna), el pilar és una columna buida i tanca les barres que ajusten les notes, que es toquen prement els pedals a la base de l'instrument.
En les arpes de disseny anterior, cada corda només pot reproduir una sola nota sense retorçar. En molts casos això vol dir que tal arpa només es pot afinar en una clau alhora i s'ha de tornar a afinar manualment per tocar en una altra clau. Diversos remeis a aquesta limitació van evolucionar: l'addició de més cordes per a cobrir notes cromàtiques (de vegades en fileres separades o inclinades diferents de la fila principal de cordes), a més de petites palanques a la barra transversal que, quan s'activa, eleven el talli d'una corda per un establir l'interval (normalment un semitò), o l'ús de pedals a la base de l'instrument que canvien el to d'una cadena quan es pressiona amb el peu. Aquestes solucions augmenten la versatilitat d'un arpa a costa d'afegir complexitat, pes i preu.

## Història

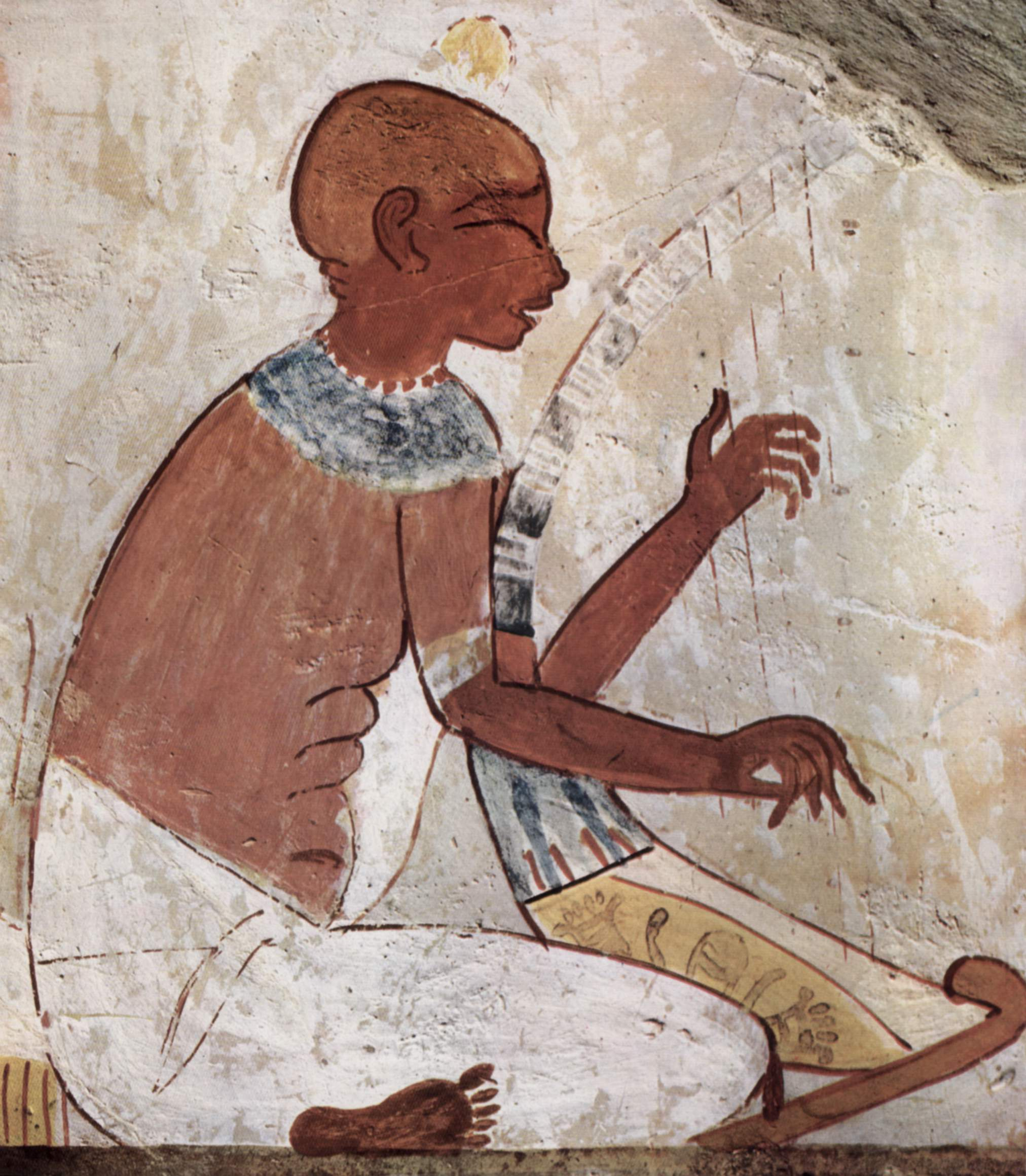
Arpa en un mural egipci

Les primeres arpes i lires foren trobades a Sumer el 3500 aC, i diverses arpes foren trobades en llocs d'enterrament i tombes reals a Ur.
L'arpa que s'estudia actualment als conservatoris és fruit d'un llarg procés d'innovació que comença al final del segle XVII. Fins aleshores existien diversos tipus d'arpes segons cada regió d'Europa que seguiran pervivint amb més o menys fortuna a la música popular. Aquestes arpes tenien el problema que no es podia tocar en totes les tonalitats i modalitats desitjades.
El començament del sistema més reeixit es trobà al Tirol austríac a finals del segle xvii, consistia en uns ganxos que en ser accionats manualment escurçaven la longitud de la corda un semitò, però no totes les cordes disposaven d'aquest mecanisme, per exemple una arpa alemanya d'aquest tipus amb 36 cordes tenia 32 ganxos.
Entre 1720 i 1740, el mecanisme es desenvolupà connectant aquests ganxos a uns pedals que s'accionaven amb els peus, deixant les mans lliures al músic. Una arpa alemanya conservada al Conservatoire Royal de Musique de Brussel·les sembla haver tingut pedals per a les notes DO i FA. Diversos fabricants tingueren gran interès per a solucionar el problema diatònic de l'arpa: Louvet, Lang, Salmon, Holtzman, Lapine, Naderman, Cousineau i Renault & Chatelain. Jacob Hochbrucker, nascut a Donauwörth a Bavària, fabricà una arpa amb cinc pedals per les notes DO, RE, FA, SOL i LA que després perfeccionà ampliant el nombre de pedals a set, un per a cada nota de l'escala diatònica. Així se'l considera el pare de l'arpa d'un moviment.
Cap al 1740 s'introdueix l'arpa de pedals a París segurament a través de l'alemany Stecht o l'alsacià Phillip Mayer. A la Encyclopédie ja es presenta aquest instrument. Abans de la Revolució Francesa els fabricants d'arpes Cousineau feren intents per a millora l'instrument, un d'ells fou doblar el mecanisme i també el nombre de pedals, 14 en total. Afortunadament no arribà a prosperar.
Sebastian Erard fou un altre fabricant de clavecins i pianofortes que pensà a millorar el fràgil mecanisme Cousineau, que amb el seu sistema de ganxos trencava les cordes freqüentment.
El 1792 Erard patenta una arpa amb un sistema de forquetes, que és el que s'utilitza avui en dia. Erard substitueix el ganxo per un disc amb dues prolongacions en forma de forca que "trepitja" la corda escurçant-la un semitò. Després d'una estada a Londres, el 1796 torna a París i treballa en el problema de doblar el mecanisme sense doblar el nombre de pedals, finalment el 1810 patenta el seu mecanisme de double action gràcies al qual es pot tocar l'arpa en totes les tonalitats i fins i tot adquirint més possibilitats harmòniques que el piano, l'arpa té 31 sons en una escala front als 20 del piano.
El 1831 mor Sebastian Erard, el seu nebot Erard continuarà el negoci patentant el 1836 el model Gòtic que han utilitzat els arpistes fins als nostres dies, el Conservatori de Barcelona conserva una d'aquestes arpes encara en ús.

## Arpistes destacats
- Albert Zabel
- Arianna Savall
- Nicanor Zabaleta
- Louis David
- Henriette Renié
- Esmeralda Cervantes